# Karolina Matylda Hanowerska
Karolina Matylda duń. Caroline Mathilde (ur. 22 lipca 1751 w Londynie, zm. 10 maja 1775 w Celle) – królowa Danii i Norwegii.

## Życiorys
Była siostrą króla Wielkiej Brytanii, Jerzego III, i pogrobową córką księcia Walii Fryderyka Ludwika (1707–1751) i księżnej Walii Augusty (1719–1772). 8 listopada 1766 poślubiła w Kopenhadze króla Danii Chrystiana VII. W 1767 r. została wraz z mężem koronowana w kościele zamku Christiansborg w Kopenhadze. Małżeństwo Karoliny Matyldy ze swoim duńskim kuzynem spowodowane było rachubami politycznymi, mającymi na celu wzmocnienie pozycji Danii poprzez bliskie związki rodzinne obu dworów. Jako że Chrystian VII cierpiał na chorobę umysłową, nie był w stanie prowadzić normalnego pożycia z Karoliną Matyldą. Parze urodził się jednak syn, przyszły król Danii, Fryderyk VI (1768–1839).
Królowa prowadziła samotny żywot na dworze kopenhaskim, podczas gdy król bawił się w mieście lub podróżował. W 1770 r. królowa weszła w intymne związki z pełniącym na dworze królewskim obowiązki m.in. lekarza, wpływowym politykiem Johannem Friedrichem Struensee, z którym miała córkę Luizę Augustę (ur. 7 lipca 1771). Romans królowej ze Struensee trwał do stycznia 1772 r., kiedy w wyniku przewrotu pałacowego oboje zostali aresztowani po balu maskowym w teatrze dworskim. Królowa została uwięziona w zamku Kronborg w Elzynorze. Struensee został skazany na karę śmierci i stracony 28 kwietnia 1772 r. Przed jego śmiercią, 6 kwietnia, doszło do rozwodu pary królewskiej. Naciski dworu brytyjskiego doprowadziły do uwolnienia królowej i skazania ją na wygnanie.
Karolina Matylda opuściła Danię na angielskiej fregacie, którą dopłynęła do Niemiec. Już nigdy nie zobaczyła swoich dzieci. Zamieszkała w zamku w Celle k. Hanoweru, gdzie wkrótce zmarła na płonicę i gdzie też została pochowana. Trumna ze zwłokami królowej jest złożona w krypcie kościoła NMP (Stadtkirche St. Marien) w Celle. Karolina Matylda jest jedyną duńską królową od czasów Chrystiana III, której odmówiono prawa do pochówku w katedrze w Roskilde.
Kilka miesięcy przed śmiercią Karolina Matylda porozumiała się ze swoim starszym bratem – królem Jerzym III. Razem postanowili wygnać znienawidzoną królową-wdowę Julianę Marię, a Karolina miała objąć funkcję regentki państwa, w imieniu niepełnoletniego syna Fryderyka VI. Rozpoczęto przygotowanie do usunięcia Juliany Marii i przywrócenia Karoliny Matyldy na duński i norweski tron. Plany te pokrzyżowały choroba i śmierć Karoliny Matyldy.
Była odznaczona duńskimi Orderem Wierności z diamentami i ustanowionym przez siebie Orderem Matyldy.

## W kulturze popularnej
- O związku Struenseego i królowej opowiada duński dramat historyczny Kochanek królowej z 2012. Postać królowej zagrała Alicia Vikander.

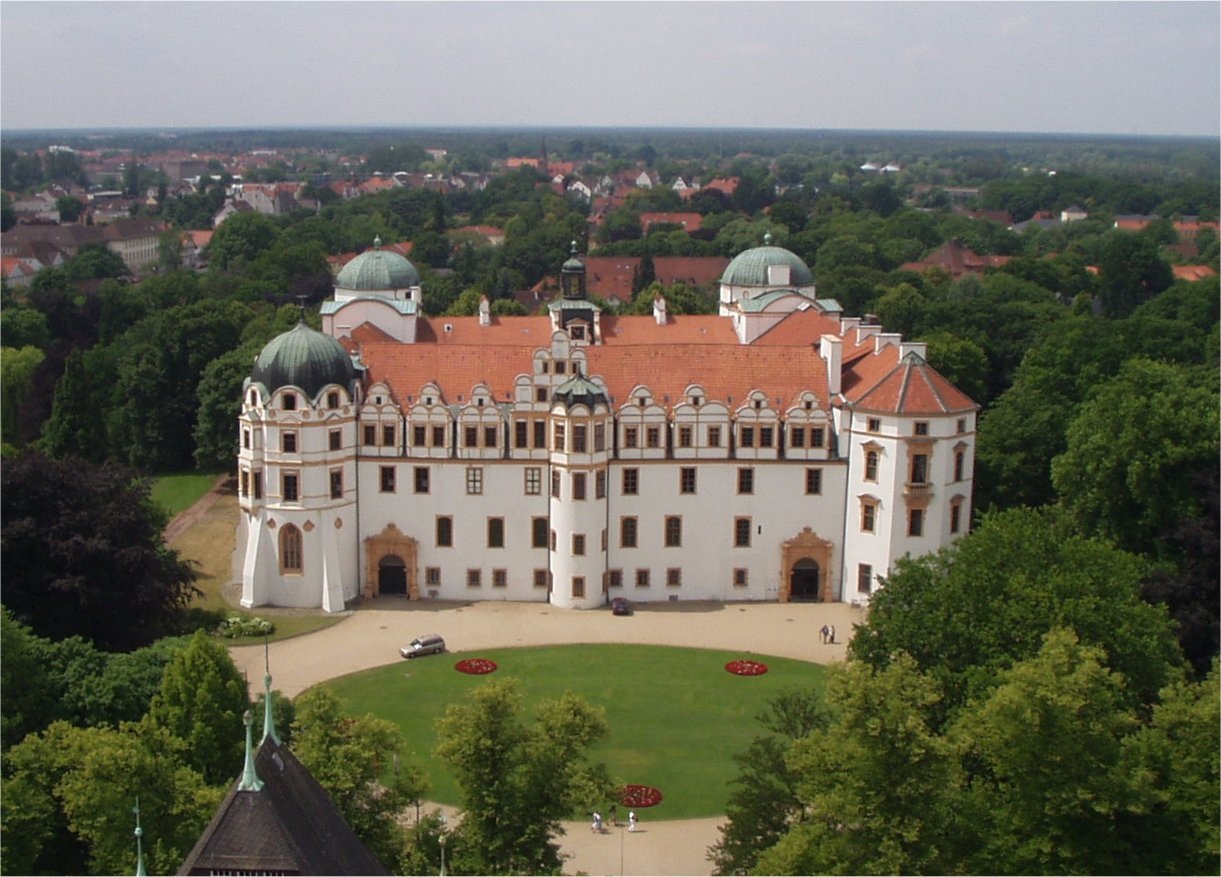
Zamek w Celle, gdzie Karolina Matylda przebywała na wygnaniu do swojej śmierci